# EWS-UX
EWS-UXは、日本電気（NEC）が開発・製造・販売・サポートしていた、エンジニアリングワークステーションEWS4800用UNIXである。

## 歴史
1980年代に、高いコストパフォーマンスによってミニコンピュータを置換え、さらに「オフィスや開発現場において、一人一台」を実現し、隆盛を誇ったワークステーションは、その多くが第一のOSとしてUNIXを採用していた。NECのEWS4800もその例に漏れず、SysVベースのEWS-UXが用意された。1993年頃までトップシェアを誇っていた2次元CADソフトのCAE-2D/MA[E]及び、SX-OS（ACOS-4改造版）から移植した3次元CADソフトのCAE-3D/MA[E]及び、地図管理ソフトMAPVIEWをメインにシェアを伸ばしていた。
古舘伊知郎による「四方八方、4800シリーズ」などのコマーシャルもあり、郵政省や通商産業省などの主要官庁系システムにも採用され、「NECのオープン化の旗印」とされた。またハードウェア側でCPUを当初の68000からMIPSに移行した後は、同様にMIPSを採用したSony及び住友電工、DECとバイナリ互換のアライアンスを結んだが、その後すぐ自社開発ベースのAlphaに切り換えたDECは脱退した。
その後は、UP4800用のUP-UXとの統合が図られ、UX/4800として継続した。しかし、2000年代には、パーソナルコンピュータの高性能化によるワークステーション市場の縮小と価格崩壊により、コスト削減が求められた結果、ハードウェアに関してヒューレット・パッカードと協業したことに併せ、UNIXについてもHP-UXをベースとした提供に切り換えられ、2010年代現在は、スーパコンピュータSXシリーズ用のSUPER-UX等の特殊なものを除き、独自のUNIX系システムは提供されていない。

## バージョン
- EWS-UX/V
  - SVR2ベース
  - MC68020、MC68030、MC68040を搭載したEWS4800シリーズのシステムに対応
- EWS-UX/V(Rel4.0)
  - SVR4ベース
  - R3000(VR3600)、R4000を搭載したEWS4800シリーズのシステムに対応
- EWS-UX/V(Rel4.2)
  - SVR4.2ベース
  - R4400、VR4200、R4600 などにも対応
- EWS-UX/V(Rel4.2MP)
  - SVR4.2MPベース
  - R4400MCを使用したマルチプロセッサシステムにも対応
  - 実質的に、この時点でUP-UXと統合されていた。